# Glenn Close
Glenn Close (sinh ngày 19 tháng 3 năm 1947) là một nữ diễn viên Mỹ đã từng 6 lần được đề cử giải Oscar. Sinh tại Greenwich, Connecticut, Glenn Close khởi đầu sự nghiệp diễn xuất trên sân khấu nhạc kịch Broadway nhưng lại được biết đến nhiều nhất nhờ những vai diễn có tính cách hung bạo và quyến rũ.

## Danh mục phim và giải thưởng

### Phim điện ảnh
| Năm  | Tên phim                                          | Vai diễn                       | Ghi chú/Giải thưởng |
| ---- | ------------------------------------------------- | ------------------------------ | --- |
| 1982 | The World According to Garp                       | Jenny Fields                   | Los Angeles Film Critics Association Award for Best Supporting Actress National Board of Review Award for Best Supporting Actress Nominated—Academy Award for Best Actress in a Supporting Role Nominated—New York Film Critics Circle Award for Best Supporting Actress (2nd place) |
| 1983 | The Big Chill                                     | Sarah Cooper                   | Nominated—Academy Award for Best Actress in a Supporting Role |
| 1984 | The Natural                                       | Iris Gaines                    | Nominated—Academy Award for Best Actress in a Supporting Role |
| 1984 | The Stone Boy                                     | Ruth Hillerman                 | |
| 1984 | Greystoke: The Legend of Tarzan, Lord of the Apes | Jane Porter                    | Dubbed Andie MacDowell's voice |
| 1985 | Maxie                                             | Jan/Maxie                      | Nominated—Golden Globe Award for Best Actress - Motion Picture Musical or Comedy Nominated—Saturn Award for Best Actress |
| 1985 | Jagged Edge                                       | Teddy Barnes                   | |
| 1987 | Fatal Attraction                                  | Alexandra "Alex" Forrest       | People's Choice Award for Favorite Motion Picture Actress Nominated—Academy Award for Best Actress Nominated—Golden Globe Award for Best Actress - Motion Picture Drama |
| 1988 | Dangerous Liaisons                                | Marquise Isabelle de Merteuil  | Nominated—Academy Award for Best Actress Nominated—BAFTA Award for Best Actress in a Leading Role Nominated—Chicago Film Critics Association Award for Best Actress |
| 1988 | Light Years                                       | Queen Ambisextra (voice)       | French title: Gandahar |
| 1989 | Immediate Family                                  | Linda Spector                  | |
| 1990 | Hamlet                                            | Queen Gertrude                 | |
| 1990 | Reversal of Fortune                               | Sunny von Bulow                | |
| 1991 | Hook                                              | Gutless                        | Cameo |
| 1991 | Meeting Venus                                     | Karin Anderson                 | Venice Film Festival: Golden Ciak for Best Actress |
| 1993 | The House of the Spirits                          | Ferula Trueba                  | |
| 1994 | The Paper                                         | Alicia Clark                   | |
| 1996 | Mars Attacks!                                     | First Lady Marsha Dale         | |
| 1996 | 101 Dalmatians                                    | Cruella de Vil                 | Blockbuster Entertainment Award for Favorite Actor/Actress – Family Nominated—Golden Globe Award for Best Actress - Motion Picture Musical or Comedy Nominated—Satellite Award for Best Actress - Motion Picture Musical or Comedy Nominated—Saturn Award for Best Supporting Actress |
| 1996 | Mary Reilly                                       | Mrs. Farraday                  | |
| 1997 | In & Out                                          | Herself                        | Cameo appearance |
| 1997 | Air Force One                                     | Vice President Kathryn Bennett | Blockbuster Entertainment Award for Favorite Supporting Actress – Action/Adventure |
| 1997 | Paradise Road                                     | Adrienne Pargiter              | |
| 1999 | Cookie's Fortune                                  | Camille Dixon                  | |
| 1999 | Tarzan                                            | Kala                           | Voice |
| 2000 | 102 Dalmatians                                    | Cruella de Vil                 | Nominated—Satellite Award for Best Actress - Motion Picture Musical or Comedy |
| 2000 | Things You Can Tell Just by Looking at Her        | Dr. Elaine Keener              | |
| 2001 | South Pacific                                     |                                | |
| 2001 | The Safety of Objects                             | Esther Gold                    | |
| 2003 | Le Divorce                                        | Olivia Pace                    | |
| 2003 | Roberto Benigni's Pinocchio                       | The Blue Fairy                 | English voice |
| 2004 | Heights                                           | Diana                          | |
| 2004 | The Stepford Wives                                | Claire Wellington              | |
| 2005 | Tarzan II                                         | Kala                           | Voice |
| 2005 | The Chumscrubber                                  | Carrie Johnson                 | |
| 2005 | Nine Lives                                        | Maggie                         | Locarno International Film Festival: Bronze Leopard Award for Best Actress (Shared with the film's ensemble of actresses) Nominated—Gotham Award for Best Ensemble Cast |
| 2006 | Hoodwinked!                                       | Granny                         | Voice |
| 2007 | Evening                                           | Mrs. Wittenborn                | |
| 2010 | Hoodwinked 2: Hood vs. Evil                       | Granny                         | Voice |
| 2011 | Albert Nobbs                                      | Albert Nobbs                   | Also producer, screenplay and author of the lyrics of the song "Lay Your Head Down" AARP's Movies for Grownups Awards for Best Actress Alliance of Women Film Journalists for Female Icon Award, and Most Egregious Love Interest Age Difference Award Shared with Mia Wasikowska Irish Film & Television Award for Best International Actress Satellite Award for Best Original Song Tokyo International Film Festival for Best Actress Women Film Critics Circle for Courage in Acting - Taking on unconventional roles that radically redefine the images of women on screen Nominated—Academy Award for Best Actress Nominated—Irish Film & Television Award for Best Film Nominated—Irish Film & Television Award for Best Script for Film Nominated—AACTA International Award for Best Actress Nominated—Alliance of Women Film Journalists for Actress Defying Age and Ageism Nominated—Golden Globe Award for Best Actress – Motion Picture Drama Nominated—Golden Globe Award for Best Original Song Nominated—Houston Film Critics Society Award for Best Song Nominated—Phoenix Film Critics Society Award for Best Actress Nominated—Satellite Award for Best Actress Nominated—Satellite Award for Best Adapted Screenplay Nominated—Screen Actors Guild Award for Outstanding Performance by a Female Actor in a Leading Role Nominated—Women Film Critics Circle for Women's Work: Best Ensemble |

### Phim tài liệu
| Năm  | Tên phim                                                                                | Vai diễn     | Ghi chú                                   |
| ---- | --------------------------------------------------------------------------------------- | ------------ | ----------------------------------------- |
| 1990 | Divine Garbo                                                                            | Herself      | Greta Garbo documentary                   |
| 1999 | The Lady with the Torch                                                                 | Herself-host | The 75th Anniversary of Columbia Pictures |
| 2001 | Welcome to Hollywood                                                                    | Herself      |                                           |
| 2003 | What I Want My Words to Do to You: Voices from Inside a Women's Maximum Security Prison | Herself      |                                           |
| 2003 | A Closer Walk                                                                           | Narrator     | Robert Bilheimer film. AIDS epidemic.     |
| 2007 | Broadway: Beyond the Golden Age                                                         | Herself      |                                           |
| 2009 | Home                                                                                    | Narrator     | Yann Arthus-Bertrand film.                |
| 2011 | Pax                                                                                     |              | Director and executive producer           |

### Phim truyền hình
| Năm        | Tên phim                                             | Vai diễn                    | Ghi chú/Giải thưởng |
| ---------- | ---------------------------------------------------- | --------------------------- | --- |
| 1975       | The Rules of the Game                                | Neighbor                    | |
| 1979       | Too Far to Go                                        | Rebecca Kuehn               | |
| 1979       | Orphan Train                                         | Jessica                     | |
| 1982       | The Elephant Man                                     | Princess Alexandra          | |
| 1984       | Something About Amelia                               | Gail Bennett                | Nominated—Primetime Emmy Award for Outstanding Lead Actress - Miniseries or a Movie Nominated—Golden Globe Award for Best Actress - Miniseries or Television Film |
| 1988       | Stones for Ibarra                                    | Sara Everton                | |
| 1990       | She'll Take Romance                                  |                             | |
| 1991       | Sarah, Plain and Tall                                | Sarah Wheaton               | Also executive producer Nominated—Primetime Emmy Award for Outstanding Lead Actress - Miniseries or a Movie Nominated—Primetime Emmy Award for Outstanding Miniseries Nominated—Golden Globe Award for Best Actress - Miniseries or Television Film |
| 1993       | Skylark                                              | Sarah Witting               | Also executive producer Nominated—Primetime Emmy Award for Outstanding Lead Actress - Miniseries or a Movie |
| 1995       | Serving in Silence: The Margarethe Cammermeyer Story | Col. Margarethe Cammermeyer | Also executive producer Primetime Emmy Award for Outstanding Lead Actress - Miniseries or a Movie Nominated—Primetime Emmy Award for Outstanding Miniseries Nominated—Golden Globe Award for Best Actress - Miniseries or Television Film Nominated—Screen Actors Guild Award for Outstanding Female Actor - Miniseries or Television Film |
| 1995       | The Simpsons (1995–2012)                             | Mona Simpson                | |
| 1997       | In the Glooming                                      | Janet                       | CableACE Awardfor Guest Actress in a Dramatic Special or Series Nominated—Primetime Emmy Award for Outstanding Lead Actress - Miniseries or a Movie Nominated—Screen Actors Guild Award for Outstanding Female Actor - Miniseries or Television Film Nominated—Satellite Award for Best Actress – Miniseries or Television Film |
| 1999       | Sarah, Plain and Tall: Winter's End                  | Sarah Witting               | Also executive producer |
| 2000       | Baby                                                 | Adult Sophie                | (narrator) |
| 2001       | The Ballad of Lucy Whipple                           | Arvella Whipple             | Also executive producer |
| 2001       | South Pacific                                        | Nellie Forbush              | Also executive producer |
| 2002       | Will and Grace                                       | Fanny Lieber                | Nominated—Primetime Emmy Award for Outstanding Guest Actress - Comedy Series |
| 2003       | Brush with Fate                                      | Cornelia Engelbrecht        | |
| 2004       | The Lion in Winter                                   | Eleanor of Aquitaine        | Golden Globe Award for Best Actress - Miniseries or Television Film Screen Actors Guild Award for Outstanding Female Actor - Miniseries or Television Film Nominated—Primetime Emmy Award for Outstanding Lead Actress - Miniseries or a Movie |
| 2004       | Strip Search                                         | Karen Moore                 | |
| 2004       | The West Wing                                        | Evelyn Baker Lang           | |
| 2005       | The Shield                                           | Captain Monica Rawling      | Nominated—Primetime Emmy Award for Outstanding Lead Actress - Drama Series Nominated—Golden Globe Award for Best Actress - Television Series Drama |
| 2007– 2012 | Damages                                              | Patty Hewes                 | Golden Globe Award for Best Actress - Television Series Drama (2008) Gracie Allen Award for Outstanding Female Lead in a Drama Series Primetime Emmy Award for Outstanding Lead Actress - Drama Series (2008–2009) Satellite Award for Best Actress – Television Series Drama (2009) Nominated—Golden Globe Award for Best Actress - Television Series Drama (2010) Nominated—Primetime Emmy Award for Outstanding Lead Actress - Drama Series (2010, 2012) Nominated—Satellite Award for Best Actress – Television Series Drama (2007–2008) Nominated—Screen Actors Guild Award for Outstanding Performance by a Female Actor in a Drama Series (2008, 2010–2012) Nominated—Television Critics Association Award for Individual Achievement in Drama (2008–2009) |
| 2018–2019  | Bộ ba trời giáng: Câu chuyện ở Arcadia               | Mẫu hạm                     | Lồng tiếng |

## Giải thưởng khác
- 1982: Rosemary Hall Alumnae Award [1]
- 1988: People's Choice Award: Favorite Motion Picture Actress.
- 1989: ShoWest Convention, USA: Female Star of the Year.
- 1990: Hasty Pudding Woman of the Year.
- 1992: Golden Camera/ Germany: Best International Actress.
- 2001: Women in Film Crystal + Lucy Awards: Crystal Award for outstanding women who, through their endurance and the excellence of their work, have helped to expand the role of women within the entertainment industry.[2]
- 2002: GLAAD Media Awards: For Excellence in Media.
- 2008: Common Wealth Award of Distinguished Service: For outstanding achievements in the dramatic arts.
- 2009: Star on the Hollywood Walk of Fame for Motion pictures.
- 2011: The Donostia Award for San Sebastián International Film Festival.
- 2011: Hollywood Career Achievement Award 2011 from the Hollywood Film Awards 2011.
- 2012: Palm Springs International Film Festival: Career Achievement Award.